# Бимер, Лиза
Лиза Бимер (англ. Lisa Beamer), урождённая Лиза Брозиус (англ. Lisa Brosious, род. 10 апреля 1969, Олбани) — американская писательница. Вдова Тодда Бимера, героя крушения рейса 93 United Airlines в ходе терактов 11 сентября 2001 года в США, она стала наиболее известна после катастрофы. Лиза окончила Уитон-колледж в 1991 году; она произнесла вступительную речь в Уитоне в 2011 году.

## Карьера
На момент угона рейса 93 Лиза Бимер была на пятом месяце беременности своей дочерью Морган Кей, родившейся 9 января 2002 года. Сразу после терактов беременная Бимер получила широкую известность: за шесть месяцев она появлялась в СМИ более 200 раз. Её представил президент США Джордж Буш на церемонии поминовения. Вскоре после терактов она учредила Мемориальный фонд Тодда М. Бимера, которым первоначально руководил друг семьи. Организация стремилась зарегистрировать в качестве товарного знака фразу Тодда Бимера «Let’s Roll»; это отчасти стало предметом критики после того, как некоторые обвинили Лизу в стремлении нажиться на смерти мужа.
В 2003 году Бимер и соавтор Кен Абрахам написали книгу о Тодде и её попытках справиться со своим горем по поводу его смерти «Let’s Roll!: Ordinary People, Extraordinary Courage» о жизни Тодда и Лизы до крушения и её жизни после этого. Гонорары за книгу были пожертвованы Фонду Тодда М. Бимера, который был основан в 2001 году Бимер и другими для помощи детям, пострадавшим от травм. Позже организация была переименована в «Heroic Choices». По состоянию на 2007 год Heroic Choices изо всех сил пыталась сохранить финансовую жизнеспособность. По словам председателя правления, «[как и в случае любой благотворительной организации, созданной после 11 сентября], чем дальше вы уходите от события, тем труднее собрать средства».